# Electro Bioscop
Electro Bioscop bylo první stálé kino na Slovensku, které začalo promítat v roce 1905. Sídlilo v Bratislavě, v objektu Hotelu U Zeleného stromu (dnes Hotel Carlton).
V roce 1913 se přestěhovalo do nových prostor, kde dodnes funguje pod názvem Mládí jako nejdéle fungující slovenské kino.